# Léon Duguit

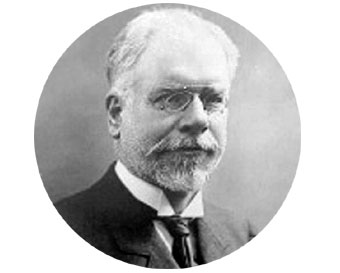
Léon Duguit

Léon Duguit (ur. 4 lutego 1859 w Libourne, zm. 18 grudnia 1928 w Bordeaux) – francuski prawnik. Twórca solidaryzmu w doktrynie polityczno-prawnej.

## Życiorys
Studiował prawo w Bordeaux, od 1883 wykładał prawo na uniwersytecie w Caen, w 1886 został profesorem uniwersytetu w Bordeaux. Był teoretykiem państwa i prawa, znawcą prawa państwowego i administracyjnego, jednym z głównych przedstawicieli solidaryzmu w teorii państwa i prawa. Był zdania, że u podstaw życia społecznego leży obiektywna norma społeczna, która nakazuje wszystkim przestrzeganie zasad solidarności. Według niego państwo nie ma specjalnej władzy nad obywatelami, tylko podlega normom mającym uzasadnienie w idei solidarności. W myśli prawnej Duguita występowały elementy korporacjonizmu, solidaryzmu i doktryny wolnego orzecznictwa. Do jego głównych prac należą: "Państwo, prawo obiektywne i prawo pozytywne" (1901), "Traktat o prawie konstytucyjnym" (1921), "Przekształcenia prawa publicznego" (1921), "Suwerenność i wolność" (1922), "Kierunki rozwoju prawa cywilnego od początku XIX wieku".